# Chaerophyllum azoricum
Chaerophyllum azoricum là một loài thực vật có hoa trong họ Hoa tán. Loài này được Trel. mô tả khoa học đầu tiên năm 1897.